# Präsidentschaftswahl in Südkorea 1997
Die 15. Präsidentschaftswahl in Südkorea fand am 19. Dezember 1997 statt.
Laut dem offiziellen Endergebnis der südkoreanischen Wahlkommission gewann Kim Dae-jung von der Sae-jeongchi-gungmin-hoeui die Wahl mit 40,3 Prozent der Wählerstimmen. Dadurch gewannen die linksgerichteten Kräfte erstmals seit 36 Jahren und Macht wurde friedlich an die Oppositionspartei übergeben.
Die Entscheidung über das neue Staatsoberhaupt wurde durch eine Mehrheitswahl (ohne etwaige Stichwahl) in einem Durchgang gefällt. In Südkorea sind Präsidentschaften lediglich auf eine Amtszeit beschränkt.

## Hintergrund

### Vorgeschichte und Kandidatenauswahl
In den parteiinternen Vorwahlen der Regierungs- und der Oppositionspartei setzten sich die klar Favoriten durch. Kim Dae-jung, der bereits bei der Wahl zehn Jahre zuvor erfolglos versucht Präsident Südkorea zu werden, gewann am 19. Mai 1997 die Vorwahlen seiner Partei gegen nur einen anderen Kandidaten, Chyung Dai-chul, mit 78,04 % der Stimmen.
Die Regierungspartei von Präsident Kim Young-sam, hielt ihren Nominierungsparteitag am 21. Juli 1997 ab. Lee Hoi-chang setzte sich in seiner Partei gegen fünf andere Kandidaten durch. Die erste Abstimmungsrunde gewann er mit 41,13 %, die Stichwahl gegen Lee In-je gewann Lee Hoi-chang mit fast 60 % der Stimmen.
Die Partei von Kim Jong-pil Jayu Minju Yeonhap, nominierte mit Kim am 24. Juni 1997 einen weiteren Kandidaten der Präsidentschaftswahlen von 1987. Kim gewann die Vorwahl mit 82,3 % der Stimmen. Kim Jong-pil zog jedoch seine Kandidatur zu Gunsten von Kim Dae-jung zurück. Dieser ernannte ihn nach seinem Wahlsieg zu seinem Premierminister.
Der in der Vorwahl unterlegene Lee In-je wurde am 4. November 1997 als Kandidat der Neuen Nationalpartei nominiert.
Darüber hinaus wurde der ehemalige Bürgermeister von Seoul, Cho Soon als Kandidat der Demokratischen Partei nominiert. Er zog seine Kandidatur zu Gunsten von Lee Hoi-chang zurück.
Vier weitere Kandidaten standen auf den Wahlzetteln zur Auswahl. Sie konnten jedoch zusammen nur an die 2 % der Wählerstimmen verzeichnen.

## Ergebnisse
Kim Dae-jung die großen Städte des Landes sowie die traditionell politisch liberalen Regionen in Jeolla-do gewinnen. Lee Hoi-chang gewann seine Unterstützung hauptsächlich aus der traditionell konservativen Regionen Gyeongsang-do und Gangwon-do.
| Kandidat                                                   | Partei                                                     | Stimmen    | Prozent | Prozent |
| ---------------------------------------------------------- | ---------------------------------------------------------- | ---------- | ------- | ------- |
| Kim Dae-jung                                               | Sae-jeongchi-gungmin-hoeui (새정치국민회의)                | 10 326 275 | 40,3 %  |         |
| Lee Hoi-chang                                              | Hannara-Partei (한나라당)                                  | 9 935 718  | 38,7 %  |         |
| Lee In-je                                                  | Gungminshin-Partei (국민신당)                              | 4 925 591  | 19,2 %  |         |
| Kwon Young-ghil                                            | Sieg des Volkes für das 21. Jahrhundert (건설국민승리21)   | 306 026    | 1,2 %   | 1,2 %   |
| Huh Kyung-young                                            | Republikanische Party (공화당)                             | 32 918     | 0,2 %   | 0,2 %   |
| Shin Jeong Yil                                             | Vereinigte Koreapartei (한주의통일한국당)                  | 11 901     | 0,2 %   | 0,2 %   |
| Kim Han-sik                                                | Ehrliche Politik vereinigt                                 | 5714       | 0,2 %   | 0,2 %   |
| Ungültige Stimmen                                          | Ungültige Stimmen                                          | 400 195    | 0,6 %   | 0,6 %   |
| (Wähleranzahl: 32 290 416 - Wahlbeteiligung: 80,7 %) Total | (Wähleranzahl: 32 290 416 - Wahlbeteiligung: 80,7 %) Total | 26 042 633 | 100 %   | 100 %   |

| Sudogwon                | Seoul          | 44,9 % | 40,9 % | 12,8 % |
| Sudogwon                | Incheon        | 38,5 % | 36,4 % | 23,0 % |
| Sudogwon                | Gyeonggi       | 39,3 % | 35,5 % | 23,6 % |
| Gangwon                 | Gangwon        | 23,8 % | 43,2 % | 30,9 % |
| Chungcheong             | Daejeon        | 45,0 % | 29,2 % | 24,1 % |
| Chungcheong             | Chungcheongbuk | 37,4 % | 30,8 % | 29,4 % |
| Chungcheong             | Chungcheongnam | 48,3 % | 23,5 % | 26,1 % |
| Honam （Jeolla）        | Gwangju        | 97,3 % | 1,3 %  | 0,7 %  |
| Honam （Jeolla）        | Jeollabuk      | 92,3 % | 4,5 %  | 2,1 %  |
| Honam （Jeolla）        | Jeollanam      | 94,6 % | 3,2 %  | 1,4 %  |
| Yeongnam （Gyeongsang） | Busan          | 15,3 % | 53,3 % | 29,8 % |
| Yeongnam （Gyeongsang） | Ulsan          | 15,4 % | 51,4 % | 26,7 % |
| Yeongnam （Gyeongsang） | Daegu          | 12,5 % | 72,7 % | 13,1 % |
| Yeongnam （Gyeongsang） | Gyeongsangbuk  | 13,7 % | 61,9 % | 21,8 % |
| Yeongnam （Gyeongsang） | Gyeongsangnam  | 11,0 % | 55,1 % | 31,3 % |
| Jeju                    | Jeju           | 40,6 % | 36,6 % | 20,5 % |